# The Sweet Keeper
| Recensione | Giudizio |
| ---------- | -------- |
| AllMusic   | [ 1 ]    |

The Sweet Keeper è il secondo album della cantautrice britannica Tanita Tikaram, pubblicato nel 1990 dall'etichetta discografica WEA Records.

## Il disco
Come il suo album di debutto Ancient Heart, è stato prodotto da Peter Van Hooke e Rod Argent. Dall'album sono stati estratti tre singoli: We Almost Got It Together, Little Sister Leaving Town e Thursday's Child.

## Tracce
Testi e musiche di Tanita Tikaram.
1. Once & Not Speak – 4:44
2. Thursday's Child – 3:54
3. It All Came Back Today – 6:00
4. We Almost Got It Together – 4:01
5. Consider the Rain – 5:15
6. Sunset's Arrived – 5:06
7. Little Sister Leaving Town – 3:57
8. I Owe All to You – 4:30
9. Love Story – 3:17
10. Harm in Your Hands – 6:28

## Formazione
Hanno partecipato alle registrazioni secondo le note dell'album:
- Tanita Tikaram – voce, chitarra
- Rod Argent – tastiere
- Peter Van Hooke – batteria
- Rory McFarlane – basso
- John Giblin – basso
- Helen O'Hara – violino
- Mark Isham – tromba
- Sonny Landreth – chitarra slide
- Clem Clemson – chitarra acustica
- David Clidford – chitarra
- Mitch Dalton – chitarra acustica
- Martin O'Connor – accordion
- David Spillane – flauto
- Richie Buckley – sax tenore
- Roy Gillard – violino
- Roger Garland – violino
- Helen Kamminga – viola
- John Heley – violoncello

## Classifiche
| Classifica (1990)           | Posizione massima |
| --------------------------- | ----------------- |
| Stati Uniti (Billboard 200) | 124               |
| Regno Unito (Albums Charts) | 3                 |